# Amphipyra centralichinae
Amphipyra centralichinae là một loài bướm đêm trong họ Noctuidae.